# 玉鼎柱
宗室玉鼎柱（穆麟德轉寫：Uksun Ioidingju，1721年8月19日—1787年6月16日，康熙六十年閏六月廿七日酉時－乾隆五十二年五月初二日丑時），清朝宗室弘字輩，滿洲鑲黃旗人，清朝官员。

## 經歷
乾隆七年（1742年）十二月，考取壬戌科繙譯舉人。
乾隆十年（1745年）乙丑欽賜繙譯進士。六月，授宗人府額外主事。
十三年（1748年）：七月，補授宗人府經歷司主事。
十八年（1753年）：經歷司主事。十二月，授宗人府副理事官。
- 二月，與同僚盛格、懇特疏忽稽查導致衙門堂印及行在印信被竊，遭依官員庫內物件不行固貯以致庫使偷盜例議處[1]。

二十一年（1756年）：二月，升理事官。
二十二年（1757年）：十二月，授監察御史。
二十七年（1762年）：升掌浙江道監察御史。
二十九年（1764年）：四月，遷給事中。
三十五年（1770年）：升戶科掌印給事中，稽查南新倉。
三十九年（1774年）：以戶科掌印給事中兼任佐領。稽查值年旗務、稽查興平倉。
四十年（1775年）：以戶科掌印給事中稽查宗人府銀庫
四十一年（1776年）：五月十日，升授內閣學士兼禮部侍郎銜。
四十二年（1777年）：七月，以內閣學士署理鑲藍旗蒙古副都統。九月十九日，奉旨偕同范時紀充行禮大臣，辦理舒妃神牌刻字填青、皇十二子神牌刻字填青點主。
四十三年（1778年）：十一月，出授盛京禮部侍郎。
四十七年（1782年）：五月，奏報修理盛京南塔工程事項。十二月，以盛京禮部侍郎署理盛京戶部侍郎，題請戶部核銷遼陽邊界受災官莊地畝賑濟米石。
四十八年（1783年）：七月二十六日，回京任吏部右侍郎，兼授正藍旗漢軍副都統。十二月，改鑲白旗漢軍副都統，奉旨隨乾隆帝南巡。
四十九年（1784年）：五月，以吏部右侍郎兼管太僕寺事務，仍兼鑲白旗漢軍副都統。十一月，署理經筵講官。
五十年（1785年）：以吏部右侍郎兼管太僕寺事務，仍兼鑲白旗漢軍副都統。
- 四月，奏請派員查驗張家口兩翼牧場[12]。
- 六月，玉鼎柱未將鑲白旗漢軍民人張三控告馬甲高得熙霸佔房屋一案送交刑部，遭議處[13]。

五十一年（1786年）：以吏部右侍郎兼管太僕寺事務。
- 九月，參奏察哈爾牧場馬匹倒斃含混處理，奏請將察哈爾都統等交部議處[14]。

五十二年（1787年）：二月十七日，奉旨與扎郎阿、德明、穆精阿分祭歷代帝王廟兩廡。二月二十三日，出授盛京禮部侍郎。五月初二日卒於任上，年六十七歲。

## 家庭及關聯
- 六世祖：清顯祖塔克世（？－1583年）。
- 五世祖：莊親王舒爾哈齊（1564年－1611年），清顯祖第三子，封和碩莊親王。
- 高祖父：恪僖貝勒圖倫（1596年－1614年），舒爾哈齊第四子，追封多羅貝勒。
- 曾祖父：貝子屯齊喀（1613年－？年），圖倫第一子，封固山貝子，因事革爵。
- 祖父：宗室富森（1648年－1695年），屯齊喀第三子，閑散無官職。

- 父：宗室富楞（1664年－1737年），富森第二子，官三等侍衛，革職。
- 母：完顏氏，正室，參領萬佈之女。

- 因婭：阿肅。

### 兄弟
玉鼎柱行三。
- 兄：
  - 伊清額（1698年－1699年），早卒。
  - 金鼎柱（1716年－1739年），閑散無官職。
- 弟：
  - 文鼎柱（1723年－1725年），早卒。
  - 內和圖（1723年－1784年），官至宗學總管，因病告退。

### 妻妾
- 正室：瑚錫理氏，給事中那爾泰之女。
- 繼室：鄂濟氏，額圖渾之女。

### 子女
玉鼎柱生十一子。
- 長子：保卓（1736年－1739年），早卒。
- 次子：查爾通阿（1740年－1781年），閑散無官職；娶楊佳氏，楊志方之女。
- 三子：圖爾杭阿（1742年－1754年），早卒。
- 四子：務亮阿（1744年－1745年），早卒。
- 五子：博爾宏阿（1746年－1748年），早卒。
- 六子：雅爾豐阿（1752年－1753年），早卒。
- 七子：雅芳（1759年－1834年），官宗學副管。
- 八子：訥爾泰（1763年－1832年），閑散無官職；娶伊爾根覺羅氏，乾隆十九年進士內閣學士阿肅之女。
- 九子：吉林泰（1764年－1818年），閑散無官職；娶于佳氏，頭等侍衛長祿之女。
- 十子：阿延泰（1766年－1818年），閑散無官職；娶于佳氏，成祿之女。
- 十一子：舒爾泰（1776年－1825年），閑散無官職；娶瑚拉哈氏，查隆阿之女。